# Raquel Olmedo
Raquel Olmedo (Caibarién, Las Villas, Kuba, 1937. december 30. –) kubai színésznő és énekesnő.

## Életrajz
Raquel opera énekesnőként, színházakban kezdte meg karrierjét szülőhazájában, Kubában. Az 1959-es kubai forradalom után több millió ember menekült el Kubából. Raquel Mexikóba menekült 1959-ben, mint egy ismeretlen művész. Ezt egy kis munka követte a filmiparban, majd 1963-ban kapott egy mellékszerepet egy telenovellában, melynek La Sombra Del Otro volt a címe. A hetvenes években inkább énekesnőként volt ismert, rádióslágerei voltak szép számmal, film- és sorozatszerepei viszont nem.
Karrierje igazán a nyolcvanas évek végén emelte ki őt a többi színésznő közül amikor számos sorozatban és filmben nyújtott kimagasló alakításokat. Európában továbbra is ismeretlen maradt.
Az 1997-es Esmeralda volt az a sorozat amelyben megismerte egész Európa, noha az amerikai kontinens már legendaként tekintett rá. A sorozatban Domingát a szegény asszonyt játszotta aki Esmeraldát felnevelte.
Ezt a kétezres években számos sorozat szerepe követte, még a 2010-es évek derekára már egyike lett a latin-amerikai országok legkimagaslóbb színművészeinek. Lemezeit újra kiadták, digitálisan és CD-n egyaránt, sőt, Ő maga is felvett egy új lemezt. A 2010-es években is aktívan részt vett telenovellák forgatásán, mind szereplőként mind háttérmunkásként, hogy tudását átadhassa másoknak. A magyar nézők utoljára 2016-ban láthatták a Szeretni kell! című sorozatban.
Évtizedek óta pletykálják, hogy leszbikus, melyet sosem cáfolt, könyvek, és elbeszélések, régi barátok is állítják, hogy boldog és harmonikus párkapcsolatban él egy vele egy idős nővel, évtizedek óta. Raquel Olmedo egy interjúban azt mondta:
"Leszbikus vagyok-e? Nos, szerintem egyértelmű, kár is ezt firtatni. Sosem voltam férjnél, és sosem érdekeltek a férfiak. Bélyegezzenek meg mint leszbikust, vagy fogadjanak el mint színésznőt, nekem mindegy melyik." - Raquel Olmedo, TV Azteca riport, 1999. augusztus 12.

## Albumok
- Mitad Mujer, Mitad Gaviota (1977)
- Tu, Siempre Tu (1979)
- No Señora (1980)
- La Fuerza De Una Voz Que Impone El Cambio (1982)
- Mañana Ya Ni Vengas (1983)
- Con el Alma en Cueros (2009)

## Filmográfia
- "Pasión y poder" (2015) .... Gisela Fuentes (Magyar hang: Halász Aranka)
- "La Malquerida" (2014) .... Rosa Molina
- "A vihar" (2013)
- "Abismo de pasión" (2012) ....Ramona González
- "Teresa" (2010–2011) .... Oriana Guijaro viuda de Moreno (Magyar hang: Zsurzs Kati)
- "Mar de Amor" (2009–2010) .....Luz Garaban
- "Barrera de amor" (2005) .... Doña Jacinta López Reyes viuda de Valladolid
- "Piel de otoño" (2005) .... Triana Gallastegui
- "Vivan los niños" (2002) .... Alarica Caradura
- "Atrévete a olvidarme" (2001) .... La Coronela
- "Amor gitano" (1999) .... Manina
- "Esmeralda" (1997) .... Dominga Rosales (Magyar hang: Bessenyei Emma)
- "Bajo un mismo rostro" (1995) .... Cassandra Teodorakis
- "Al filo de la ley: Misión rescate" (1986) .... Eloisa Araiza
- "Encadenados" (1988)
- "Maleficio, El" (1983) .... Yuliana Pietri
- "Elisa" (1979)
- "Pistolera, La" (1979)
- "Domenica Montero" (1978)
- "Viviana" (1978)
- "Plaza de Puerto Santo, La" (1978)
- Arracadas, El" (1977)
- Cuando tejen las arañas" (1977)
- "Indolentes, Los" (1977)
- "Coronación" (1976) .... Dora
- "Imperdonable, Lo" (1975)
- "Presagio" (1974)
- "Cartas sin destino" (1973)
- "Conserje en condominio" (1973)
- "Fieras, Las" (1972) .... Edith Brisson
- "Gemelas, Las" (1972)
- "Traiganlos vivos o muertos" (1972)
- "Cruz de Marisa Cruces, La" (1970) .... Raquel
- "Casa de las fieras, La" (1967)
- "Don Juan" (1967)
- "Sombra del otro, La" (1963)